# Saga de los Ynglings
La Saga de los Ynglings (nórdico antiguo: Saga Ynglinga o Ynglingatal) fue escrita originalmente en nórdico antiguo por el escaldo islandés Snorri Sturluson hacia 1225. Basó la historia en el anterior poema Ynglingatal primigenio que se atribuye al escaldo noruego del siglo IX Þjóðólfr de Hvinir y que también aparece en Historia Norvegiæ.

## Argumento
La saga es la primera parte de la historia de los antiguos reyes noruegos de Snorri, la Heimskringla. Cuenta la parte más antigua de la casa de Yngling (los Scyldings del Beowulf). Fue traducida y publicada por primera vez en inglés en 1844.
Trata de la llegada de los dioses nórdicos a Escandinavia y como los Vanir, de la mano de Freyr, fundaron la dinastía sueca de los Yngling en Upsala. La saga sigue la línea de los reyes suecos hasta Ingjald, un rey infame que llevó a la dinastía a asentarse en Noruega, convirtiéndose en los ancestros del rey Harald Hárfagri de Noruega.